# غشوة إفريقية
غشوة أفريقية (الاسم العلمي:Ceropegia africana) هي نوع من النباتات يتبع جنس الغشوة من الفصيلة الدفلية.